# 582 v. Chr.
Portal Geschichte | Portal Biografien | Aktuelle Ereignisse | Jahreskalender | Tagesartikel

◄ |
7. Jahrhundert v. Chr. |
6. Jahrhundert v. Chr. |
5. Jahrhundert v. Chr. |
►

◄ | 600er v. Chr. | 590er v. Chr. | 580er v. Chr. | 570er v. Chr. |
560er v. Chr. |
►

◄◄ | ◄ | 585 v. Chr. | 584 v. Chr. | 583 v. Chr. | 582 v. Chr. |
581 v. Chr. |
580 v. Chr. |
579 v. Chr. |
► |
►►

## Ereignisse

### Politik und Weltgeschehen
- In einer zweiten Welle der Griechischen Kolonisation wird Akragas auf Sizilien gegründet.

### Kultur und Sport
- Kleisthenes von Sikyon gewinnt das Wagenrennen der neu geordneten Pythischen Spiele.